# Blendi Klosi
Blendi Pëllumb Klosi (Tirana, 13 gennaio 1971) è un politico albanese.

## Biografia
Si è laureato in ingegneria elettronica presso la Facoltà di Ingegneria dell'Università di Tirana nel 1993.
Eletto all'Assemblea dell'Albania a partire dalle elezioni del 2001 nelle file del Partito Socialista, è stato Viceministro degli enti locali dal 1999 al 2001, Ministro della gioventù, della cultura e dello sport dal 2003 al 2005, Ministro della previdenza sociale e della gioventù dal 2015 al 2017 e Ministro del turismo e dell'ambiente dal 2017 al 2021.